# Liste der Träger des Ritterkreuzes des Eisernen Kreuzes der Schnellbootwaffe
Die nachfolgende Liste der Träger des Ritterkreuzes des Eisernen Kreuzes der Schnellbootwaffe beinhaltet alle 23 in der Literatur erwähnten Verleihungen des Ritterkreuz des Eisernen Kreuzes an Angehörige der Schnellbootwaffe der Kriegsmarine von Mai 1940 bis Mai 1945. Sie beinhaltet ferner die Verleihung etwaiger höherer Stufen des Ritterkreuzes. So erhielten 8 Angehörige der Schnellbootwaffe später das Eichenlaub zum Ritterkreuz des Eisernen Kreuzes. Mit der Verleihung des Eichenlaubs zum Ritterkreuz des Eisernen Kreuzes wurde nachdem die Marineoffiziere bereits das Schnellboot-Kriegsabzeichen erhalten hatten, diese mit Brillanten verliehen. Alle acht Träger des Eichenlaubs zum Ritterkreuz des Eisernen Kreuzes waren auch Träger des Schnellboot-Kriegsabzeichen mit Brillanten.
Die bzgl. Verleihungen erfolgreichste Flottille war die 1. Schnellboot-Flottille, wo sowohl einmal der Flottillenchef Kapitänleutnant Birnbacher als auch siebenmal Schnellbootkommandanten aus der Flottille mit dem Ritterkreuz des Eisernen Kreuzes ausgezeichnet wurden. Mit Korvettenkapitän Christiansen erhielt ein weiterer Chef der 1. Schnellboot-Flottille sogar das Eichenlaub zum Ritterkreuz des Eisernen Kreuzes.

## Verleihungsübersicht

### 1940
| Nummer | Name                                                  | Ritterkreuz     | Eichenlaub        | Position bei der Verleihung                                                            | Letzter Dienstgrad in der Marine |
| 1.     | Oberleutnant zur See Hermann Opdenhoff                | 16. Mai 1940    |                   | Kommandant von S 31 in der 2. Schnellboot-Flottille                                    | Korvettenkapitän (Kriegsmarine)  |
| 2.     | Kapitänleutnant Carl-Heinz Birnbacher                 | 17. Juni 1940   |                   | Chef der 1. Schnellboot-Flottille                                                      | Konteradmiral (Bundeswehr)       |
| 3.     | Korvettenkapitän/Kapitän zur See Rudolf Petersen      | 4. August 1940  | 13. Juni 1944 (7) | Chef der 2. Schnellboot-Flottille; Führer der Schnellboote                             | Kommodore (Kriegsmarine)         |
| 4.     | Oberleutnant zur See Kurt Fimmen (* 1911)             | 14. August 1940 |                   | Kommandant von S 19 in der 1. Schnellboot-Flottille                                    | Korvettenkapitän (Kriegsmarine)  |
| 5.     | Oberleutnant zur See/Kapitänleutnant Götz von Mirbach | 14. August 1940 | 14. Juni 1944 (8) | Kommandant von S 21 in der 1. Schnellboot-Flottille; Chef der 9. Schnellboot-Flottille | Korvettenkapitän (Kriegsmarine)  |

### 1941
| Nummer | Name                                                           | Ritterkreuz      | Eichenlaub            | Position bei der Verleihung                                                            | Letzter Dienstgrad in der Marine    |
| 6.     | Oberleutnant zur See/Kapitänleutnant Werner Töniges            | 25. Februar 1941 | 13. November 1942 (1) | Kommandant von S 102 in der 1. Schnellboot-Flottille                                   | Korvettenkapitän (Kriegsmarine)     |
| 7.     | Kapitänleutnant/Korvettenkapitän Bernd Klug                    | 12. März 1941    | 1. Januar 1944 (5)    | Kommandant von S 28 in der 1. Schnellboot-Flottille; Chef der 5. Schnellboot-Flottille | Flottillenadmiral (Bundeswehr)      |
| 8.     | Oberleutnant zur See/Korvettenkapitän Klaus Feldt              | 25. April 1941   | 1. Januar 1944 (6)    | Kommandant von S 30 in der 2. Schnellboot-Flottille; Chef der 2. Schnellboot-Flottille | Korvettenkapitän (Kriegsmarine)     |
| 9.     | Oberleutnant zur See/Korvettenkapitän Georg-Stuhr Christiansen | 8. Mai 1941      | 13. November 1943 (4) | Kommandant von S 23 in der 1. Schnellboot-Flottille; Chef der 1. Schnellboot-Flottille | Korvettenkapitän (Kriegsmarine)     |
| 10.    | Oberleutnant zur See/Kapitänleutnant Siegfried Wuppermann      | 3. August 1941   | 14. April 1943        | Kommandant von S 56 in der 3. Schnellboot-Flottille; Chef der 3. Schnellboot-Flottille | Fregattenkapitän d. R. (Bundeswehr) |

### 1942
| Nummer | Name                                               | Ritterkreuz    | Eichenlaub       | Position bei der Verleihung       | Letzter Dienstgrad in der Marine |
| 11.    | Kapitänleutnant Niels Bätge (* 1913)               | 4. Januar 1942 |                  | Chef der 4. Schnellboot-Flottille | Korvettenkapitän (Kriegsmarine)  |
| 12.    | Kapitänleutnant/Korvettenkapitän Friedrich Kemnade | 23. Juli 1942  | 27. Mai 1943 (3) | Chef der 3. Schnellboot-Flottille | Konteradmiral (Bundeswehr)       |

### 1943
| Nummer | Name                                                  | Ritterkreuz       | Eichenlaub | Position bei der Verleihung                          | Letzter Dienstgrad in der Marine    |
| 13.    | Kapitänleutnant Hermann Büchting (* 1916)             | 22. April 1943    |            | Kommandant von S 51 in der 1. Schnellboot-Flottille  | Korvettenkapitän (Kriegsmarine)     |
| 14.    | Oberleutnant zur See d. R. Horst Weber (* 1919)       | 5. Juli 1943      |            | Kommandant von S 55 in der 3. Schnellboot-Flottille  | Kapitänleutnant (Kriegsmarine)      |
| 15.    | Kapitänleutnant Karl Müller (* 1916)                  | 8. Juli 1943      |            | Kommandant von S 112 in der 5. Schnellboot-Flottille | Kapitänleutnant (Kriegsmarine)      |
| 16.    | Oberleutnant zur See Karl-Erhard Karcher (* 1918)     | 13. August 1943   |            | Kommandant von S 87 in der 4. Schnellboot-Flottille  | Kapitänleutnant (Kriegsmarine)      |
| 17.    | Oberleutnant zur See Karl-Friedrich Künzel (* 1918)   | 12. Dezember 1943 |            | Kommandant von S 28 in der 1. Schnellboot-Flottille  | Kapitän zur See (Bundeswehr)        |
| 18.    | Kapitänleutnant Albert Müller (* 1913)                | 13. Dezember 1943 |            | Kommandant von S 59 in der 3. Schnellboot-Flottille  | Kapitän zur See (Bundeswehr)        |
| 19.    | Oberleutnant zur See Klaus-Degenhard Schmidt (* 1918) | 22. Dezember 1943 |            | Kommandant von S 54 in der 3. Schnellboot-Flottille  | Oberleutnant zur See (Kriegsmarine) |

### 1944
| Nummer | Name                                     | Ritterkreuz       | Eichenlaub | Position bei der Verleihung                         | Letzter Dienstgrad in der Marine |
| 20.    | Kapitänleutnant Kurt Johannsen (* 1915)  | 14. Juni 1944     |            | Chef der 5. Schnellboot-Flottille                   | Kapitänleutnant (Kriegsmarine)   |
| 21.    | Oberleutnant zur See Heinz Haag (* 1918) | 25. November 1944 |            | Kommandant von S 60 in der 3. Schnellboot-Flottille | Kapitän zur See (Bundeswehr)     |

### 1945
| Nummer | Name                               | Ritterkreuz    | Eichenlaub | Position bei der Verleihung       | Letzter Dienstgrad in der Marine |
| 22.    | Korvettenkapitän Felix Zymalkowski | 10. April 1945 |            | Chef der 8. Schnellboot-Flottille | Korvettenkapitän (Kriegsmarine)  |
| 23.    | Kapitänleutnant Jens Matzen        | 2. Mai 1945    |            | Chef der 6. Schnellboot-Flottille | Kapitän zur See (Bundeswehr)     |